# Simó de Limburg
Simó de Limburg (nascut ±1177 - mort l'1 d'agost de 1295 a Roma) príncep-bisbe del Principat de Lieja de 1193 a 1194.
Va ser anomenat per l'emperador Enric VI el 13 de novembre durant l'ocupació brabançona del principat. Era el fill més petit d'Enric III, duc de Limburg. Sa àvia Margarida de Limburg era la mare d'Enric I de Brabant
El seu mandat fou tant breu com controvertit. Quan Lotari d'Hochstaden va abdicar, Enric I de Brabant va imposar com a successor el seu cosí Simó, de nomes 16 anys. Aquest nepotisme no va agradar gaire als ardiaques de Lieja Hug de Pierrepont, Otó de Valkenburg, Albert Reitestan i Albert de Cuijk. Reitestan i Cuijk van viatjar al Vaticà per a demanar l'anul·lació del nomenament al papa Celestí III que va accedir a les seves peticions i feu repetir l’elecció. Tot i ser destituït, Simó i les tropes de l'aliança Brabant-Limburg continuaren l'ocupació de Lieja. El capítol va haver de celebrar les eleccions d'un successor a la catedral de Sant Albí a Namur sent elegit Albert de Cuyck. Tota la regió pateix de la inestabilitat política i de batalles, pillatges i incendis. Per acabar amb el conflicte demanen lla mediació del duc de Brabant. Acorden que Simó i Albert aniran a Roma per a que el Papa resolgui el conflicte.
Els dos protagonistes viatgaren a Roma durant la Quaresma del 1195. El papa Celestí concedí el títol de cardenal a Simó. Sens dubte un requisit previ per a la confirmació de l'elecció d'aquest últim. Tanmateix, Simó va morir l'1 d'agost de 1195 i va ser enterrat a l'església de Sant Joan de Laterà. Aleshores el papa va confiar la seu episcopal de Lieja a Albert de Cuyck.